# Faouzi Chaouchi
Faouzi Chaouchi (arabisch فوزي شاوشي, DMG Fauzī Šāwušī; * 5. Dezember 1984 in Bordj Menaïel) ist ein algerischer Fußballtorhüter.

## Karriere

### JS Bordj Ménaïel
Faouzi Chaouchi begann seine Karriere im Jahr 2003 beim unterklassigen Klub JS Bordj Ménaïel, wo auch schon sein Vater als Torwart spielte. In der Saison 2005/06 wurde er Kapitän und weckte durch nur sieben Gegentore in 32 Spielen das Interesse größerer Vereine.

### JS Kabylie
2006 unterschrieb er einen Dreijahresvertrag beim Spitzenklub JS Kabylie, nach eigener Aussage wurde mit dem Wechsel ein „Kindheitstraum wahr“. Höhepunkt seines dreijährigen Engagements war 2008 der Gewinn der algerischen Meisterschaft. Chaouchi, der von den Fans den Spitznamen Kanarienvogel erhielt, erzielte in der CAF Champions League ein Tor vom Elfmeterpunkt gegen Cotonsport Garoua. 
Nach mehreren Disziplinlosigkeiten seit der Übernahme des Stammplatzes von Lounès Gaouaoui, verließ er im Jahr 2009 den Verein und wechselte zu ES Sétif.

### ES Sétif
Im Juni 2009 unterschrieb er den Vertrag. Der ES Sétif holte ihn aufgrund seiner herausragenden Leistungen, die er bei JS Kabylie unter Beweis stellte.
Im Dezember 2009 holte er mit seinem Team den North African Cup of Champions, nachdem man Espérance Tunis im Elfmeterschießen besiegen konnte. Chaouchi wurde zum besten Torhüter des Turniers gewählt. Am 1. Mai 2010 gewann er auch noch den algerischen Pokal beim 3:0-Sieg gegen CA Batna im Finale. Dies war der erste Pokalsieg seit zwanzig Jahren, insgesamt gewann man den Pokal zum siebten Mal. Der algerische Präsident Abd al-Aziz Bouteflika übergab den Pokal und die Medaillen zum Sieg.
Im Jahr 2009 bekundeten mehrere europäische Teams die Interesse an Chaouchi, wie zum Beispiel Olympique Marseille. Ein paar Tage nach dem Pokalsieg, wurde er in einem Interview gefragt, ob es Angebote von europäischen Vereinen gebe. Er bestätigte, dass seine Agenten die Nachricht bekommen haben, dass Olympique Marseille einen Scout zum Länderspiel gegen Irland am 28. Mai schicken wird. Ebenfalls bestätigte er, dass er im Kontakt zu UC Le Mans stehe und auch ein Angebot von einem arabischen Verein erhalten habe. Jedoch hätte er an diesem kein Interesse, sondern möchte, wenn überhaupt, nach Europa wechseln.

### MC Alger
Am 19. Juli 2011 wechselte Chaouchi zum MC Alger und unterschrieb dort einen Jahresvertrag. Nachdem er in seinem fünften Ligaspiel gegen JSM Béjaïa mit einer roten Karte des Feldes verwiesen wurde, erzielte Chaouchi beim 2:0-Heimsieg gegen MC El Eulma durch einen Elfmeter sein erstes Tor überhaupt.
Am 1. Mai 2013 verlor er mit seiner Mannschaft das algerische Pokalfinale gegen den Stadtrivalen USM Algier mit 0:1. Infolgedessen verweigerten sich die Spieler des Vereins an der Siegerehrung teilzunehmen und es kam zu Auseinandersetzungen in den Katakomben des Stadions. Als einer der Hauptaggressoren identifiziert, wurde Chaouchi am 8. Mai 2013 zu einer Sperre von zwei Jahren verurteilt. Tags darauf wurde sein Vertrag mit dem MC Algier aufgelöst.
Nachdem die Restdauer der Sperre Ende April 2014 zur Bewährung ausgesetzt wurde, unterschrieb er am 13. Mai 2014 einen neuen Zwei-Jahres-Vertrag bei MC Algier.

## Nationalmannschaft
Am 4. Februar 2008 wurde er aufgrund seiner guten Leistungen bei JS Kabylie von Nationaltrainer Rabah Saâdane zum Trainingslager der Nationalmannschaft in Frankreich eingeladen. Am 26. März 2008 absolvierte er sein Länderspieldebüt beim Freundschaftsspiel gegen die DR Kongo, als er in der zweiten Halbzeit für Lounès Gaouaoui eingewechselt wurde.
Am 18. November 2009 spielte er im entscheidenden WM-Qualifikationsspiel für die Fußball-Weltmeisterschaft 2010 gegen den Rivalen Ägypten von Anfang an, da Stammtorwart Gaouaoui gesperrt war. Durch den 1:0-Siegtreffer von Anthar Yahia qualifizierte sich das algerische Nationalteam erstmals seit 1986 wieder für eine WM-Endrunde.
Im Dezember 2009 wurde Chaouchi in den Kader für die Fußball-Afrikameisterschaft 2010 in Angola berufen. Obwohl er eigentlich immer nur die Nummer zwei war, wurde er aufgrund der guten Leistung gegen Ägypten und den Ausfall von Lounès Gaouaoui durch eine Blinddarmentzündung die Nummer eins beim Africa-Cup. Bei der 0:4-Niederlage im Halbfinale gegen Ägypten sah er in der 87. Minute die gelb-rote Karte. Dies war die dritte rote Karte für Algerien in diesem Spiel, nachdem zuvor bereits Rafik Halliche (38. Minute) und Nadir Belhadj (70.) des Feldes verwiesen wurden. Obwohl nur mit gelb-rot vom Platz gestellt, erhielt er eine Sperre von drei Spielen, da er im vorherigen Spielverlauf dem Schiedsrichter einen Kopfstoß verpasst hatte. Nachdem ein zunächst Einspruch erfolglos blieb, wäre er für die ersten beiden WM-Partien gegen England und Slowenien gesperrt gewesen, wurde aber dennoch in das algerische WM-Aufgebot berufen. Kurz vor WM-Beginn wurde die Sperre schließlich aufgehoben, nachdem Chaouchi die Sperre in zwei Partien der Qualifikation für die afrikanische Nationenmeisterschaft 2011 bereits abgesessen hatte. So konnte er beim ersten Gruppenspiel Algeriens bei der WM gegen Slowenien im Tor stehen. Durch einen Fehler beim entscheidenden Gegentor zum 0:1 war er an der Niederlage seiner Mannschaft beteiligt. Beim nächsten Spiel gegen England wurde er durch Raïs M’Bolhi ersetzt, der nach einer starken Leistung auch im letzten Gruppenspiel gegen die USA im Tor stand.
Nach dem Ausscheiden bei diesem Turnier kam Chaouchi zu keinem weiteren Länderspieleinsatz. 
Nach sieben Jahren Abstinenz in der algerischen Nationalmannschaft kam er am 10. November 2017 wieder zu einem Pflichtspieleinsatz, beim WM-Qualifikationsspiel gegen Nigeria (1:1).

## Titel und Erfolge
JS Kabylie
- Algerischer Meister: 2007/08

ES Sétif
- North African Cup of Champions: 2009
- Algerischer Pokalsieger: 2009/10
- North African Super Cup: 2010
- North African Cup Winners Cup: 2010